# Futbol'nyj Klub Poltava
Il Futbol'nyj Klub Poltava (in ucraino футбольний клуб Полтава?) è stata una società di calcio dell'omonima città, in Ucraina.

## Storia
Il club è stato fondato nel 2007, per volontà del sindaco Andrij Matkovs'kj, che voleva una seconda squadra per la città ucraina, in contrapposizione al Vorskla.
Nella stagione 2008-2009 fa il suo esordio in Druha Liha. Man mano la squadra, grazie anche a giocatori arrivati in prestito dalla Perša Liha e dalla Prem"jer-liha, riesce a raggiungere nella stagione 2017-2018 la promozione in massima serie, battendo nella finale di play-off il Čornomorec' ai tempi supplementari. Tuttavia, poche settimane dopo aver ottenuto la promozione, la dirigenza del club annuncia lo sciogliemento della società.

## Palmarès

### Competizioni nazionali
- Druha Liha: 1

2011-2012

### Altri piazzamenti
- Perša Liha:

Secondo posto: 2017-2018
- Druha Liha:

Secondo posto: 2008–2009, 2010–2011